# Saint-Maurice-Navacelles
Pour les articles homonymes, voir Saint-Maurice et Navacelles (homonymie).
Saint-Maurice-Navacelles (en occitan Sant Maurise de Navacèlas) est une commune française située dans le nord du département de l'Hérault, en région Occitanie.
Exposée à un climat méditerranéen, elle est drainée par la Vis et par divers autres petits cours d'eau. La commune possède un patrimoine naturel remarquable : trois sites Natura 2000 (les « gorges de la Vis et de la Virenque », le « causse du Larzac » et les « gorges de la Vis et cirque de Navacelles »), un espace protégé (le « Montcalm ») et quatre zones naturelles d'intérêt écologique, faunistique et floristique.
Saint-Maurice-Navacelles est une commune rurale qui compte 184 habitants en 2022, après avoir connu un pic de population de 904 habitants en 1851. Elle fait partie de l'aire d'attraction de Lodève.
Ses habitants sont appelés les Saint-Mauriciens.

## Géographie

### Localisation

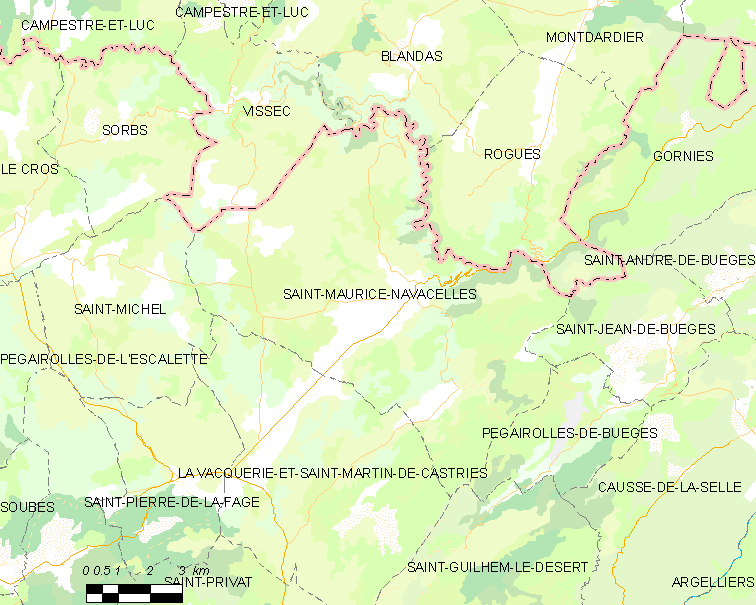
Carte.

Saint-Maurice-Navacelles se trouve sur le causse du Larzac, à 25 km au nord-est de Lodève.
| Vissec (Gard)                            | Blandas (Gard)           | Rogues (Gard)         |
| Saint-Michel                             | Saint-Maurice-Navacelles | Saint-Jean-de-Buèges  |
| La Vacquerie-et-Saint-Martin-de-Castries | Saint-Guilhem-le-Désert  | Pégairolles-de-Buèges |

### Lieux-dits et écarts
Le hameau de Navacelles
Navacelles est un hameau situé au fond des gorges de la Vis qui tranche avec la platitude des causses. La vallée s'élargit près de ce lieu-dit pour former un cirque, trace d'un ancien méandre de la rivière.
Le cirque de Navacelles
Le cirque de Navacelles a été inscrit pour bénéficier de mesures de réhabilitation dans le cadre d'une opération Grand site national, conduite à l'initiative du ministère de l'Aménagement du territoire et de l'Environnement, en partenariat avec les responsables locaux, afin d'assurer la préservation de ce site exceptionnel, très fréquenté, et menacé de ce fait par l'afflux des touristes. L'écrivain Georgette Milhau, qui a consacré à ce monument de la nature un livre à la fois poétique, pratique et instructif en fait cette description :
« Cirque grandiose au cœur des gorges de la Vis qui séparent le causse du Larzac du causse de Blandas, Navacelle coupe le souffle à celui qui le découvre tout à coup, faille vertigineuse éventrant le causse silencieux et infini  »
Le hameau de Madières
À l'est de la commune, partagé avec la commune de Rogues sur les bords de la Vis.
Autres lieux-dits et écarts
- Le Coulet, le Ranquet, les Besses, Soulagets, la Prunarède (dolmen).

### Hydrographie
- La rivière Vis et ses gorges, limite nord-est de la commune.

### Climat
Pour des articles plus généraux, voir Climat de l'Occitanie et Climat de l'Hérault.
En 2010, le climat de la commune est de type climat méditerranéen altéré, selon une étude s'appuyant sur une série de données couvrant la période 1971-2000. En 2020, Météo-France publie une typologie des climats de la France métropolitaine dans laquelle la commune est exposée à un climat méditerranéen et est dans la région climatique Provence, Languedoc-Roussillon, caractérisée par une pluviométrie faible en été, un très bon ensoleillement (2 600 h/an), un été chaud (21,5 °C), un air très sec en été, sec en toutes saisons, des vents forts (fréquence de 40 à 50 % de vents > 5 m/s) et peu de brouillards.
Pour la période 1971-2000, la température annuelle moyenne est de 11,4 °C, avec une amplitude thermique annuelle de 15,4 °C. Le cumul annuel moyen de précipitations est de 1 247 mm, avec 8,9 jours de précipitations en janvier et 3,9 jours en juillet. Pour la période 1991-2020, la température moyenne annuelle observée sur la station météorologique la plus proche, située sur la commune de La Vacquerie-et-Saint-Martin-de-Castries à 8 km à vol d'oiseau, est de 12,0 °C et le cumul annuel moyen de précipitations est de 1 302,2 mm,. Pour l'avenir, les paramètres climatiques de la commune estimés pour 2050 selon différents scénarios d'émission de gaz à effet de serre sont consultables sur un site dédié publié par Météo-France en novembre 2022.

### Milieux naturels et biodiversité

#### Espaces protégés
La protection réglementaire est le mode d’intervention le plus fort pour préserver des espaces naturels remarquables et leur biodiversité associée,.
Un  espace protégé est présent sur la commune : 
le « Montcalm », un terrain acquis (ou assimilé) par un conservatoire d'espaces naturels, d'une superficie de 15,1 ha.

#### Réseau Natura 2000

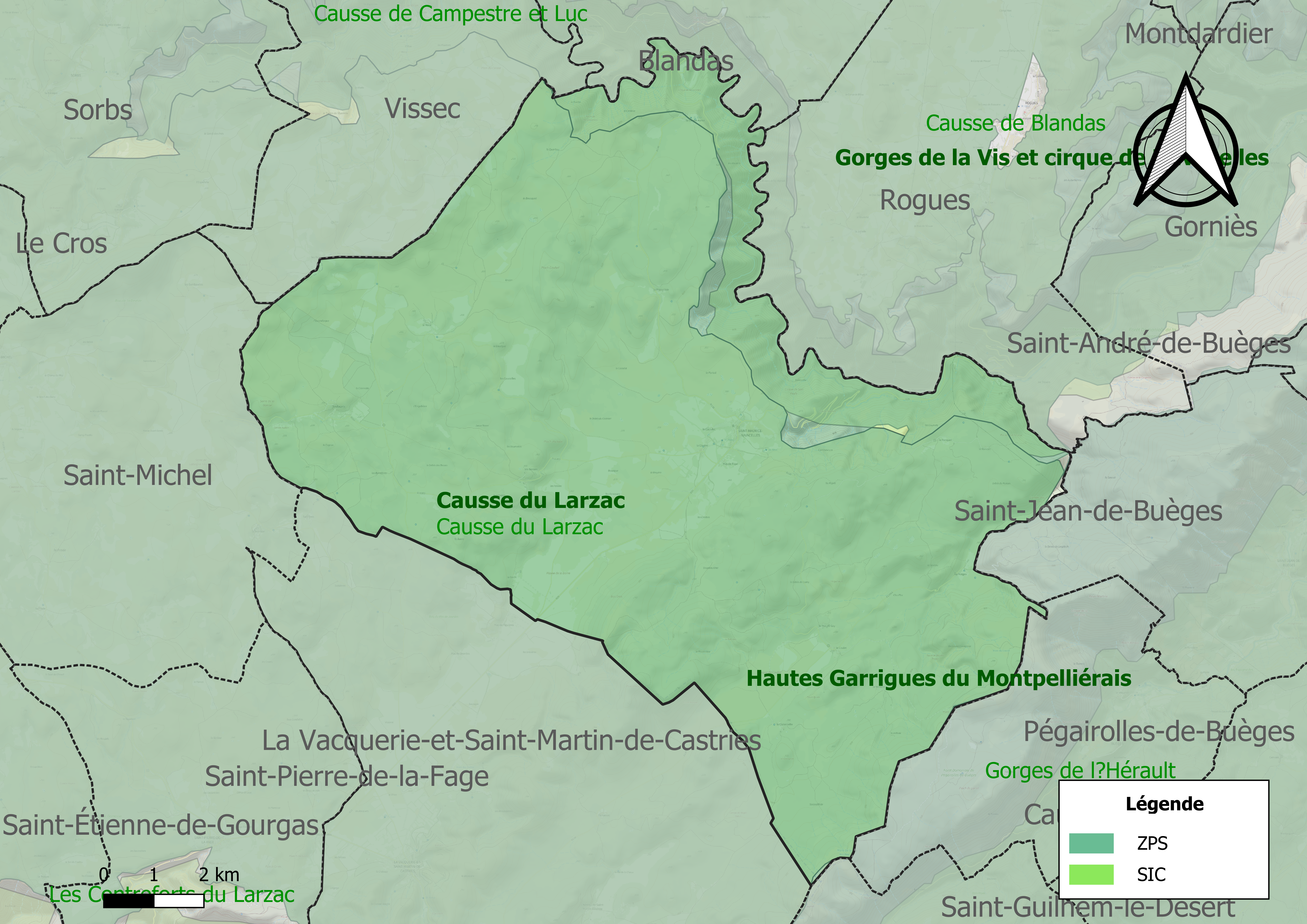
Site Natura 2000 sur le territoire communal.

Le réseau Natura 2000 est un réseau écologique européen de sites naturels d'intérêt écologique élaboré à partir des directives habitats et oiseaux, constitué de zones spéciales de conservation (ZSC) et de zones de protection spéciale (ZPS).
Un site Natura 2000 est défini sur la commune tant au titre de la directive oiseaux, que de la directive habitats, le « causse du Larzac ». D'une superficie de 29 556 ha, il fait partie des causses méridionaux, un ensemble régional original unique en Europe. Il est le plus grand ensemble de formations herbeuses sèches semi-naturelles en France et abrite un grand nombre d’espèces endémiques. Ce site abrite 17 espèces d'oiseaux d'intérêt communautaire pour la plupart liées pour leur reproduction et/ou leur alimentation aux milieux ouverts (dont le Bruant ortolan, le Pipit rousseline, l'Alouette lulu, la Pie-grièche écorcheur, etc… en effectifs bien représentées par rapport à la moyenne nationale),.
Un site relève de la directive habitats : les « gorges de la Vis et de la Virenque », d'une superficie de 5 501 ha, un grand site régional qui entaille et sépare l'ensemble des grands causses méridionaux. Il présente deux intérêts majeurs : des habitats aquatiques et des ripisylves, avec six espèces de l'annexe II et des habitats de rochers avec des chauves-souris, les pentes avec de grands éboulis et des pentes boisées de hêtraie calcicole.
Un autre site relève de la directive oiseaux : les « gorges de la Vis et cirque de Navacelles », d'une superficie de 20 277 ha, qui offrent aux oiseaux les milieux nécessaires à la reproduction, à l’hivernage ou au repos en phase migratoire. Il compte, à différentes périodes de l’année, un grand nombre d’espèces remarquables à l’échelle européenne.

#### Zones naturelles d'intérêt écologique, faunistique et floristique
L’inventaire des zones naturelles d'intérêt écologique, faunistique et floristique (ZNIEFF) a pour objectif de réaliser une couverture des zones les plus intéressantes sur le plan écologique, essentiellement dans la perspective d’améliorer la connaissance du patrimoine naturel national et de fournir aux différents décideurs un outil d’aide à la prise en compte de l’environnement dans l’aménagement du territoire.
Deux ZNIEFF de type 1 sont recensées sur la commune :
les « gorges de la Vis » (3 661 ha), couvrant 8 communes dont cinq dans le Gard et trois dans l'Hérault et 
la « plaine de la Barre » (1 135 ha), couvrant 2 communes du département
et deux ZNIEFF de type 2, : 
- le « causse et contreforts du Larzac et montagne de la Séranne » (44 035 ha), couvrant 33 communes dont une dans l'Aveyron, deux dans le Gard et 30 dans l'Hérault[19] ;
- les « gorges de la Vis et de la Virenque » (9 620 ha), couvrant 16 communes dont dix dans le Gard et six dans l'Hérault[20].

Carte des ZNIEFF de type 1 et 2 à Saint-Maurice-Navacelles.
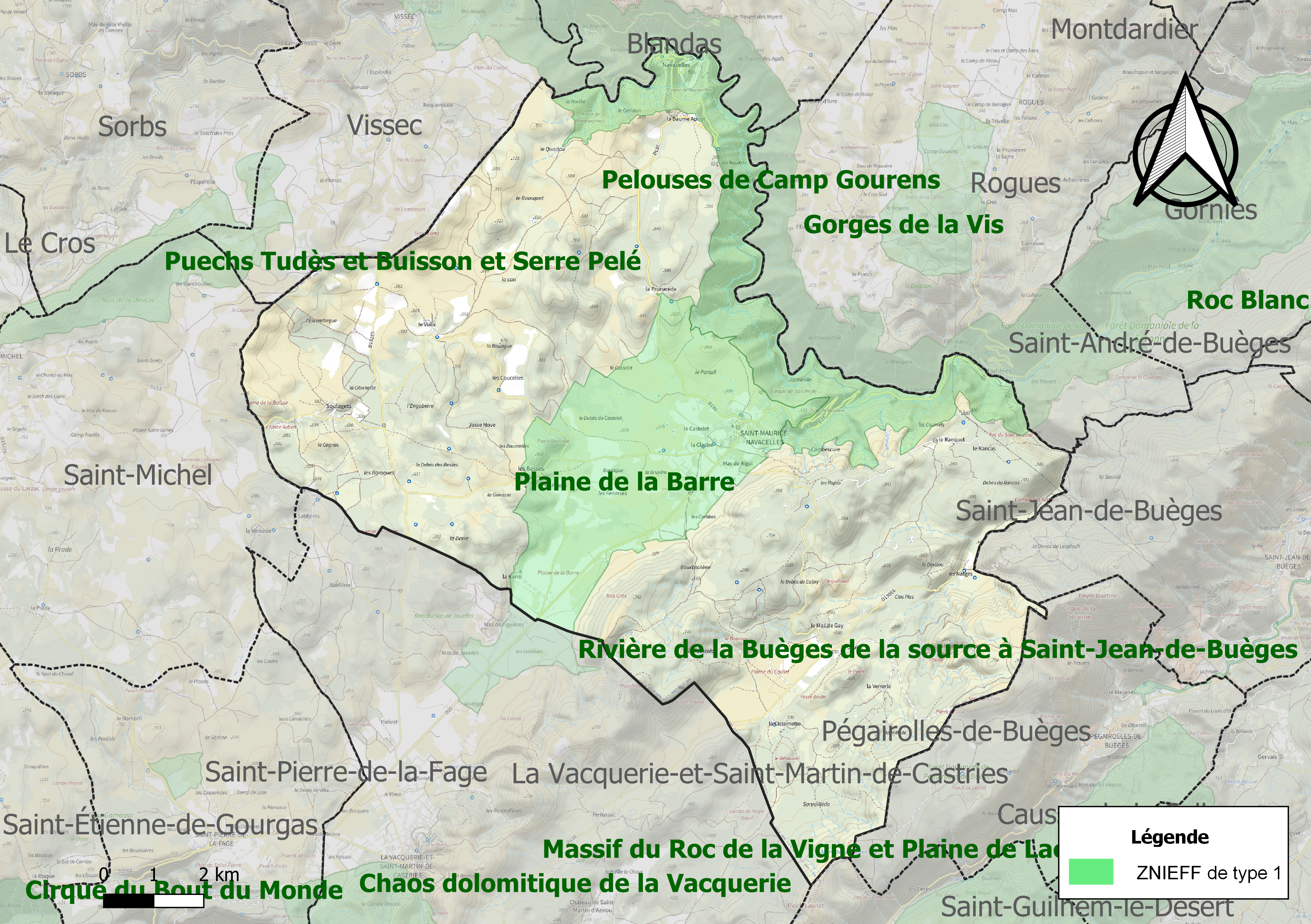
Carte des ZNIEFF de type 1 sur la commune.
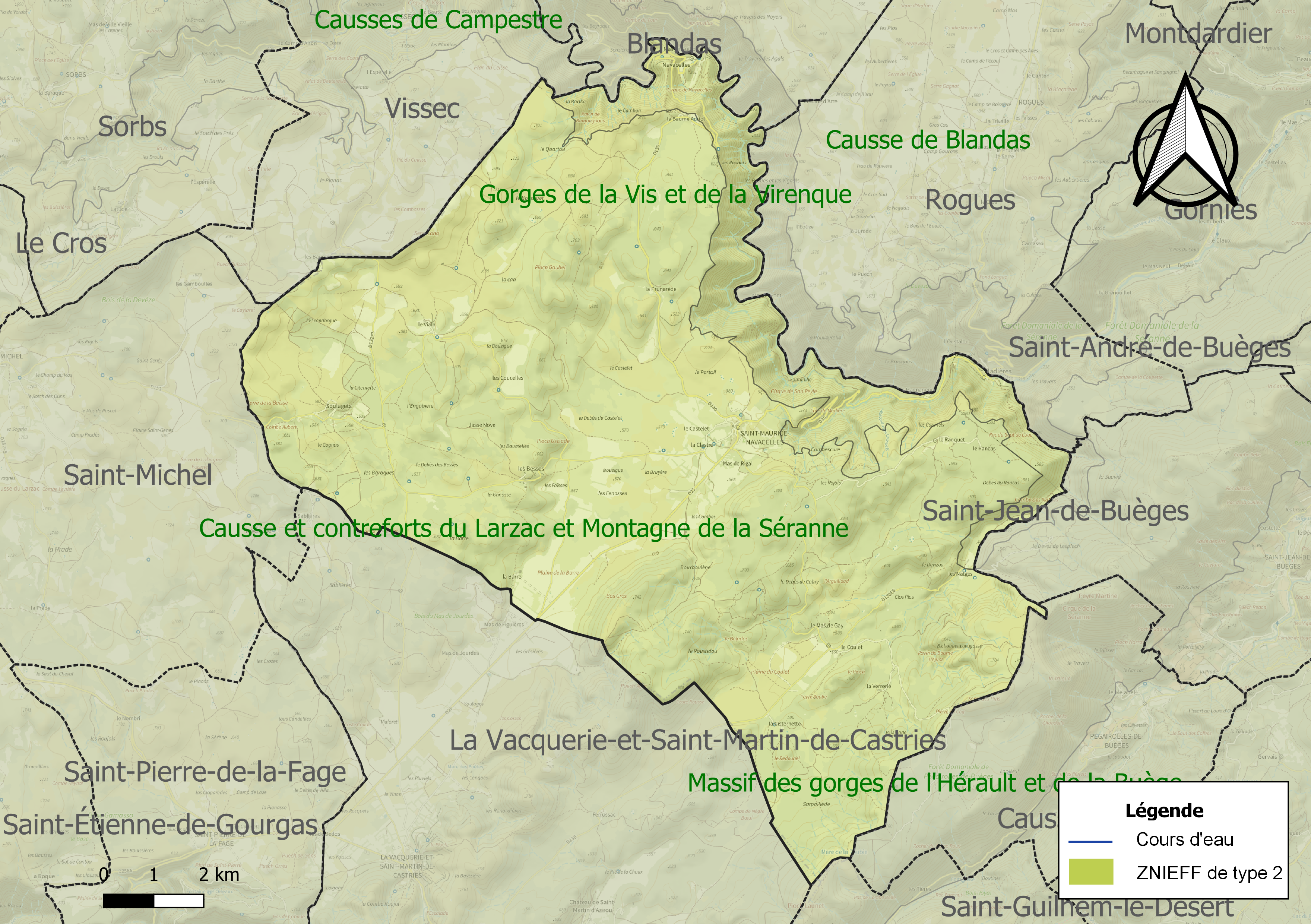
Carte des ZNIEFF de type 2 sur la commune.

## Urbanisme

### Typologie
Au 1er janvier 2024, Saint-Maurice-Navacelles est catégorisée commune rurale à habitat très dispersé, selon la nouvelle grille communale de densité à sept niveaux définie par l'Insee en 2022.
Elle est située hors unité urbaine. Par ailleurs la commune fait partie de l'aire d'attraction de Lodève, dont elle est une commune de la couronne,. Cette aire, qui regroupe 19 communes, est catégorisée dans les aires de moins de 50 000 habitants,.

### Occupation des sols
L'occupation des sols de la commune, telle qu'elle ressort de la base de données européenne d’occupation biophysique des sols Corine Land Cover (CLC), est marquée par l'importance des forêts et milieux semi-naturels (87,6 % en 2018), en augmentation par rapport à 1990 (85,9 %). La répartition détaillée en 2018 est la suivante : 
milieux à végétation arbustive et/ou herbacée (57,9 %), forêts (28,4 %), prairies (9,7 %), zones agricoles hétérogènes (2,7 %), espaces ouverts, sans ou avec peu de végétation (1,2 %). L'évolution de l’occupation des sols de la commune et de ses infrastructures peut être observée sur les différentes représentations cartographiques du territoire : la carte de Cassini (XVIIIe siècle), la carte d'état-major (1820-1866) et les cartes ou photos aériennes de l'IGN pour la période actuelle (1950 à aujourd'hui).

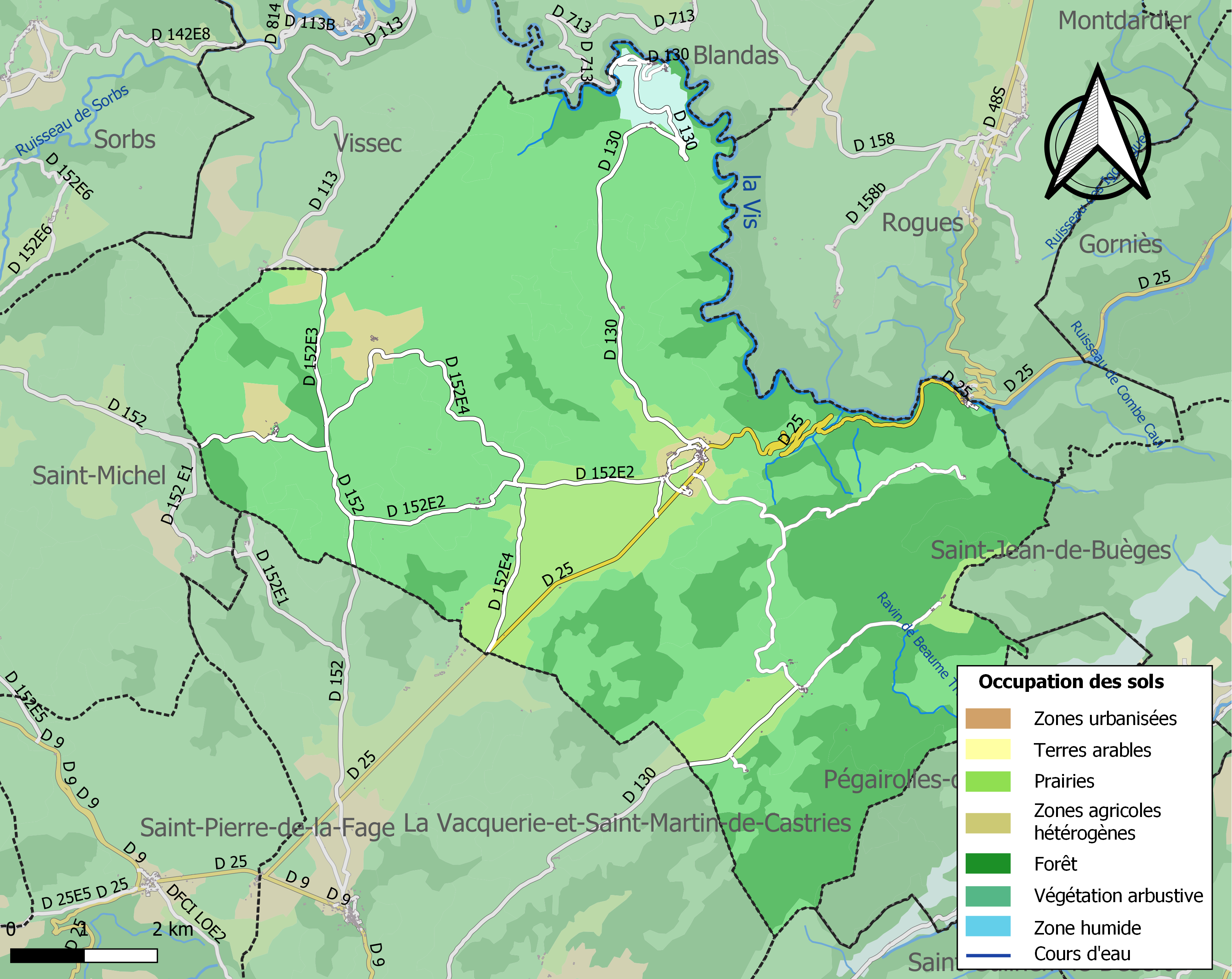
Carte des infrastructures et de l'occupation des sols de la commune en 2018 (CLC).

### Risques majeurs
Le territoire de la commune de Saint-Maurice-Navacelles est vulnérable à différents aléas naturels : météorologiques (tempête, orage, neige, grand froid, canicule ou sécheresse), inondations, mouvements de terrains et séisme (sismicité faible). Un site publié par le BRGM permet d'évaluer simplement et rapidement les risques d'un bien localisé soit par son adresse soit par le numéro de sa parcelle.
Certaines parties du territoire communal sont susceptibles d’être affectées par le risque d’inondation par débordement de cours d'eau, notamment la Vis. La commune a été reconnue en état de catastrophe naturelle au titre des dommages causés par les inondations et coulées de boue survenues en 1982, 2014 et 2015,.
Saint-Maurice-Navacelles est exposée au risque de feu de forêt du fait de la présence sur son territoire. Un plan départemental de protection des forêts contre les incendies (PDPFCI) a été approuvé en juin 2013 et court jusqu'en 2022, où il doit être renouvelé. Les mesures individuelles de prévention contre les incendies sont précisées par deux arrêtés préfectoraux et s’appliquent dans les zones exposées aux incendies de forêt et à moins de 200 mètres de celles-ci. L’arrêté du 25 avril 2002 réglemente l'emploi du feu en interdisant notamment d’apporter du feu, de fumer et de jeter des mégots de cigarette dans les espaces sensibles et sur les voies qui les traversent sous peine de sanctions. L'arrêté du 11 mars 2013 rend le débroussaillement obligatoire, incombant au propriétaire ou ayant droit,.

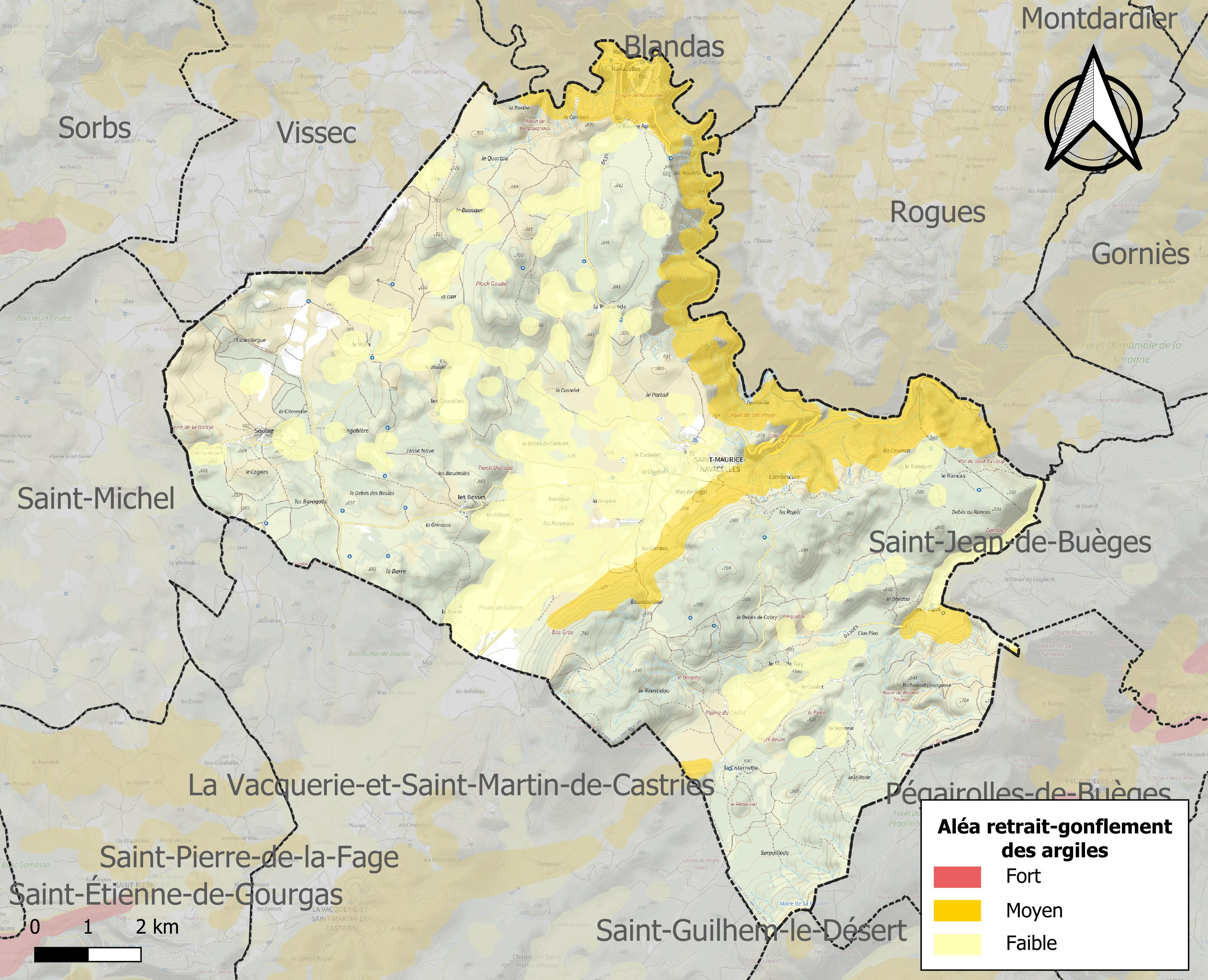
Carte des zones d'aléa retrait-gonflement des sols argileux de Saint-Maurice-Navacelles.

La commune est vulnérable au risque de mouvements de terrains constitué principalement du retrait-gonflement des sols argileux. Cet aléa est susceptible d'engendrer des dommages importants aux bâtiments en cas d’alternance de périodes de sécheresse et de pluie. 12,1 % de la superficie communale est en aléa moyen ou fort (59,3 % au niveau départemental et 48,5 % au niveau national). Sur les 199 bâtiments dénombrés sur la commune en 2019, 65 sont en aléa moyen ou fort, soit 33 %, à comparer aux 85 % au niveau départemental et 54 % au niveau national. Une cartographie de l'exposition du territoire national au retrait gonflement des sols argileux est disponible sur le site du BRGM,.
Par ailleurs, afin de mieux appréhender le risque d’affaissement de terrain, l'inventaire national des cavités souterraines permet de localiser celles situées sur la commune.
Concernant les mouvements de terrains, la commune a été reconnue en état de catastrophe naturelle au titre des dommages causés par des mouvements de terrain en 1997.

## Histoire
La seigneurie de Saint-Maurice-Navacelles était un fief de la maison de Ginestous.

## Toponymie
Au cours de la Révolution française, la commune, alors nommée Saint-Maurice, porte le nom de Fontenille-de-Vis.
Le nom de Navacelles a été ajouté à celui de Saint-Maurice en 1938.

## Politique et administration
Saint-Maurice-Navacelles est une commune héraultaise résultant de la fusion des trois communes de Saint-Maurice, Navacelles et Madières.

### Liste des maires
| Période     | Période   | Identité           | Étiquette | Qualité           |
| ----------- | --------- | ------------------ | --------- | ----------------- |
| 1947        | 1951      | Fernand Gros       |           |                   |
| 1951        | 1953      | Maurice Boulet     |           |                   |
| 1953        | 1971      | Etienne Gros       |           |                   |
| 1972        | 1977      | Louis Pons         |           |                   |
| 1977        | 1983      | Edmonde Caisso     |           |                   |
| 1983        | mars 2008 | Frédérique Alibert | SE        |                   |
| mars 2008   | mars 2014 | Jean-Marc Gontard  |           |                   |
| mars 2014   | mai 2020  | Roland Boissière   | SE        | Chef d'entreprise |
| 25 mai 2020 | En cours  | Clément Thery      |           |                   |

## Population et société

### Démographie
L'évolution du nombre d'habitants est connue à travers les recensements de la population effectués dans la commune depuis 1793. Pour les communes de moins de 10 000 habitants, une enquête de recensement portant sur toute la population est réalisée tous les cinq ans, les populations de référence des années intermédiaires étant quant à elles estimées par interpolation ou extrapolation. Pour la commune, le premier recensement exhaustif entrant dans le cadre du nouveau dispositif a été réalisé en 2008.

En 2022, la commune comptait 184 habitants, en évolution de +3,95 % par rapport à 2016 (Hérault : +7,49 %, France hors Mayotte : +2,11 %).
| 1793 | 1800 | 1806 | 1821 | 1831 | 1836 | 1841 | 1846 | 1851 |
| ---- | ---- | ---- | ---- | ---- | ---- | ---- | ---- | ---- |
| 679  | 597  | 781  | 809  | 874  | 900  | 838  | 890  | 904  |

| 1856 | 1861 | 1866 | 1872 | 1876 | 1881 | 1886 | 1891 | 1896 |
| ---- | ---- | ---- | ---- | ---- | ---- | ---- | ---- | ---- |
| 859  | 855  | 717  | 669  | 662  | 656  | 673  | 646  | 532  |

| 1901 | 1906 | 1911 | 1921 | 1926 | 1931 | 1936 | 1946 | 1954 |
| ---- | ---- | ---- | ---- | ---- | ---- | ---- | ---- | ---- |
| 574  | 544  | 537  | 508  | 370  | 350  | 302  | 280  | 192  |

| 1962 | 1968 | 1975 | 1982 | 1990 | 1999 | 2006 | 2008 | 2013 |
| ---- | ---- | ---- | ---- | ---- | ---- | ---- | ---- | ---- |
| 154  | 104  | 96   | 97   | 119  | 142  | 156  | 160  | 169  |

| 2018 | 2022 | - | - | - | - | - | - | - |
| ---- | ---- | - | - | - | - | - | - | - |
| 189  | 184  | - | - | - | - | - | - | - |

## Économie

### Revenus
En 2018, la commune compte 88 ménages fiscaux, regroupant 183 personnes. La médiane du revenu disponible par unité de consommation est de 16 710 € (20 330 € dans le département).

### Emploi
|                | 2008   | 2013   | 2018   |
| -------------- | ------ | ------ | ------ |
| Commune        | 16,2 % | 14,6 % | 14,9 % |
| Département    | 10,1 % | 11,9 % | 12 %   |
| France entière | 8,3 %  | 10 %   | 10 %   |

En 2018, la population âgée de 15 à 64 ans s'élève à 114 personnes, parmi lesquelles on compte 78,9 % d'actifs (64 % ayant un emploi et 14,9 % de chômeurs) et 21,1 % d'inactifs,. Depuis 2008, le taux de chômage communal (au sens du recensement) des 15-64 ans est supérieur à celui de la France et du département.
La commune fait partie de la couronne de l'aire d'attraction de Lodève, du fait qu'au moins 15 % des actifs travaillent dans le pôle,. Elle compte 50 emplois en 2018, contre 43 en 2013 et 42 en 2008. Le nombre d'actifs ayant un emploi résidant dans la commune est de 73, soit un indicateur de concentration d'emploi de 68,5 % et un taux d'activité parmi les 15 ans ou plus de 55,9 %.
Sur ces 73 actifs de 15 ans ou plus ayant un emploi, 36 travaillent dans la commune, soit 49 % des habitants. Pour se rendre au travail, 75,3 % des habitants utilisent un véhicule personnel ou de fonction à quatre roues, 9,6 % s'y rendent en deux-roues, à vélo ou à pied et 15,1 % n'ont pas besoin de transport (travail au domicile).

### Activités hors agriculture
17 établissements sont implantés  à Saint-Maurice-Navacelles au 31 décembre 2019.
Le secteur du commerce de gros et de détail, des transports, de l'hébergement et de la restauration est prépondérant sur la commune puisqu'il représente 47,1 % du nombre total d'établissements de la commune (8 sur les 17 entreprises implantées  à Saint-Maurice-Navacelles), contre 28 % au niveau départemental.

### Agriculture
|               | 1988  | 2000  | 2010  | 2020  |
| ------------- | ----- | ----- | ----- | ----- |
| Exploitations | 15    | 12    | 10    | 7     |
| SAU (ha)      | 3 017 | 2 614 | 2 204 | 2 470 |

La commune est dans le Causses du Larzac, une petite région agricole occupant  une partie du nord du département de l'Hérault. En 2020, l'orientation technico-économique de l'agriculture  sur la commune est l'élevage d'ovins ou de caprins. Sept exploitations agricoles ayant leur siège dans la commune sont dénombrées lors du recensement agricole de 2020 (15 en 1988). La superficie agricole utilisée est de 2 470 ha,,.

## Culture locale et patrimoine

### Lieux et monuments
- Église Saint-Fulcran du Coulet. L'église du hameau du Coulet : édifice intéressant par sa simplicité faisant penser à une bergerie ; clocher-mur abritant une cloche ouvragée de 1768. L'édifice est référencé dans la base Mérimée et à l'Inventaire général Région Occitanie[37].
- Église de l'Assomption de Navacelles. L'édifice est référencé dans la base Mérimée et à l'Inventaire général Région Occitanie[38].
- Église Saint-Maurice de La Clastre.
- Église Saint-Sauveur de Madières. L'édifice est référencé dans la base Mérimée et à l'Inventaire général Région Occitanie[39].
- Église de Saint-Maurice-Navacelles. L'édifice est référencé dans la base Mérimée et à l'Inventaire général Région Occitanie[40].
- Ancienne Église Saint-Sauveur de Madières.
- La maison-atelier du sculpteur Paul Dardé  Inscrit MH (2001)[41], XXe siècle.
- Nombreux mégalithes.

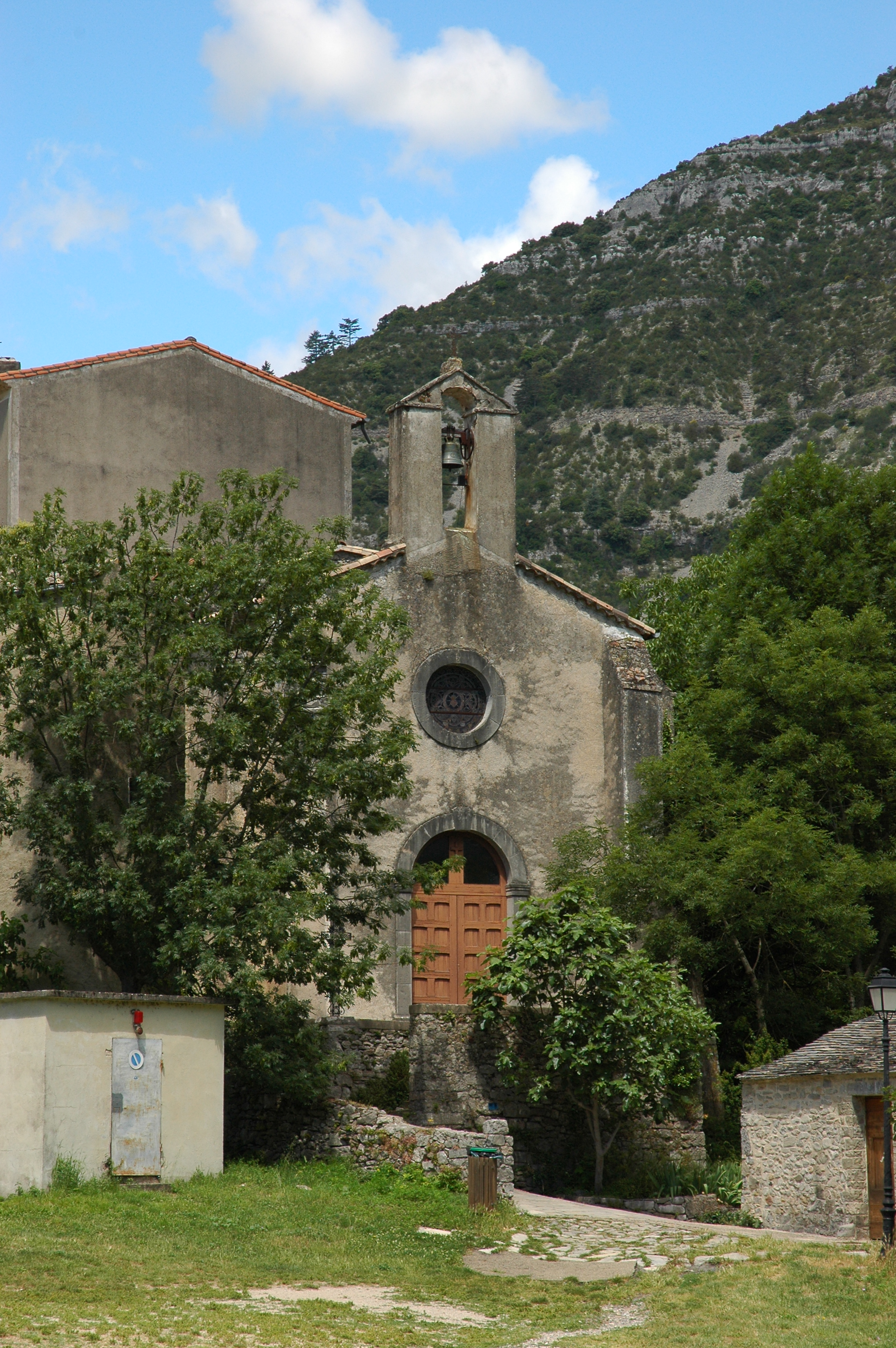
Église de l'Assomption de Navacelles
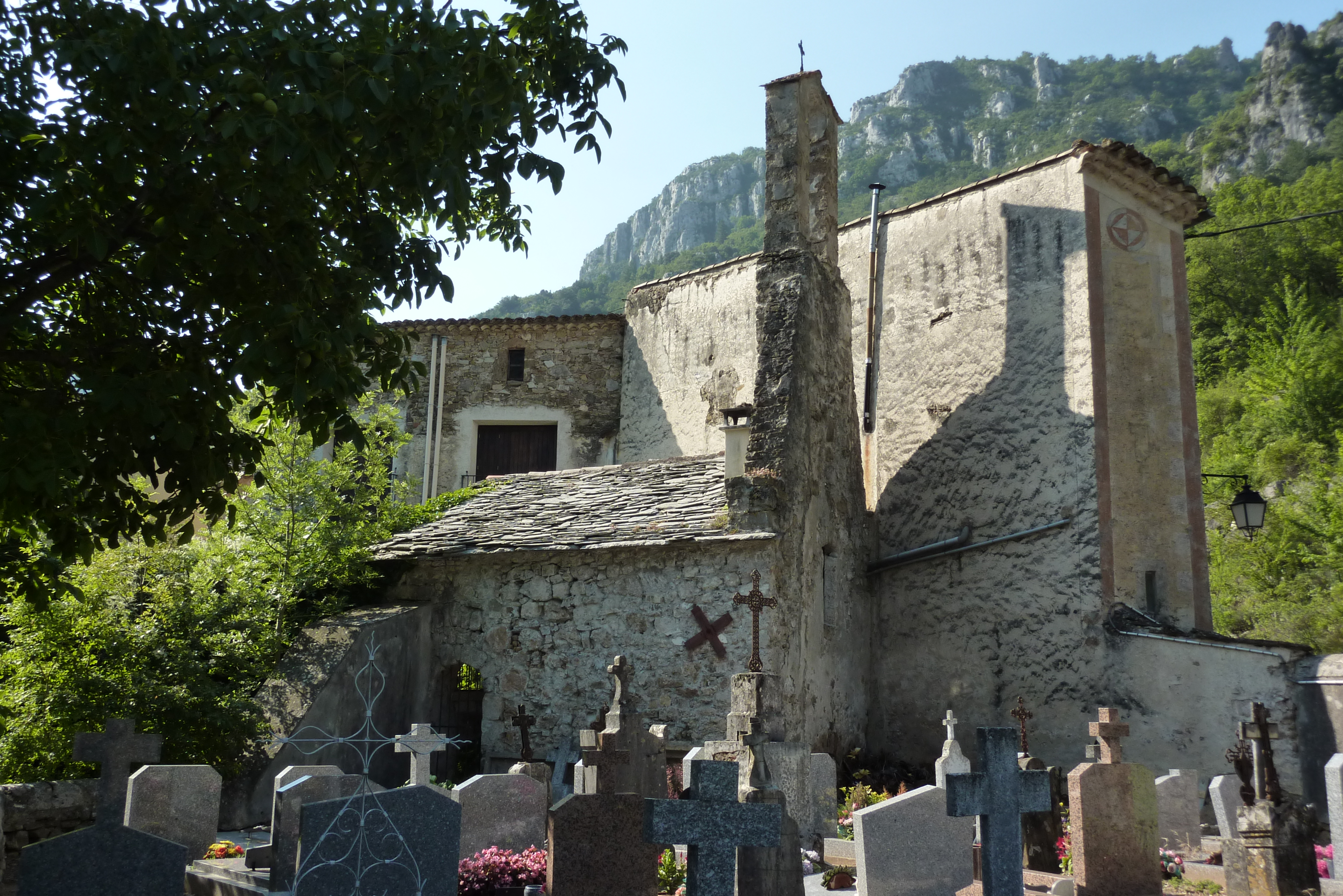
Ancienne Église Saint-Sauveur de Madières
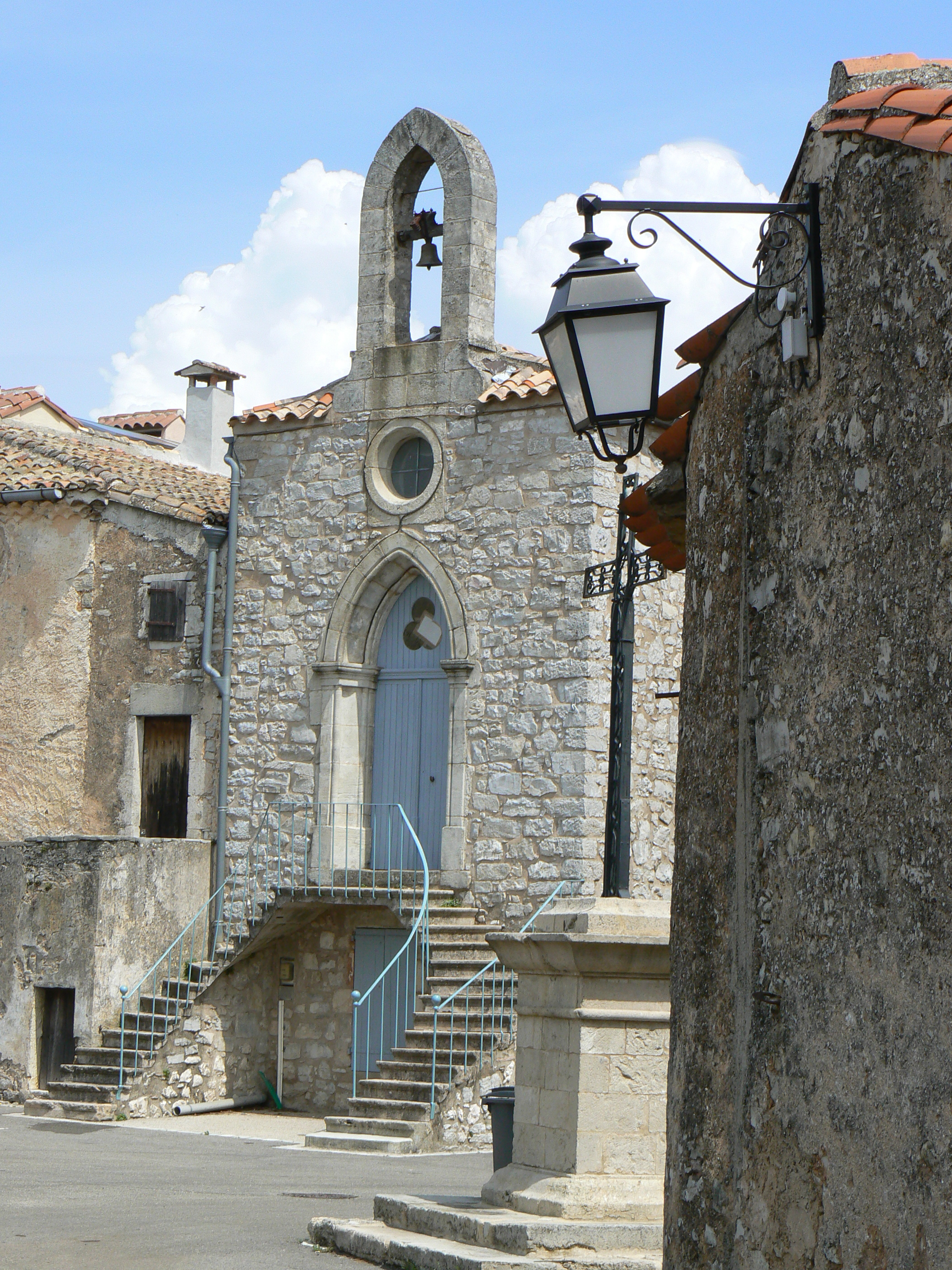
Église de Saint-Maurice-Navacelles
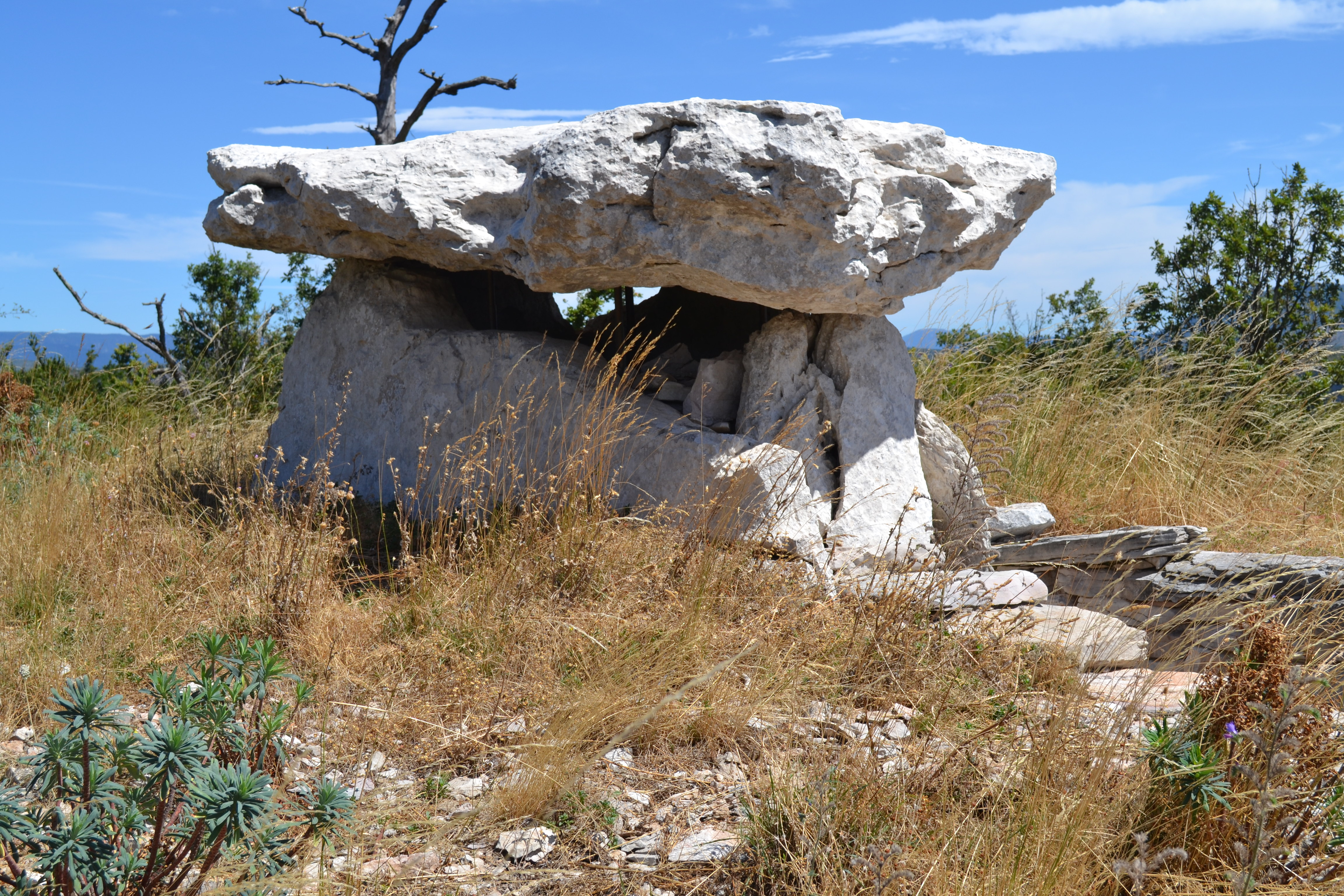
Dolmen de Prunarède

### Personnalités liées à la commune
- Paul Dardé (1888-1963) sculpteur français.

### Héraldique
| Blason de Saint-Maurice-Navacelles | Blason  | De gueules à la croix tréflée d'or cantonnée de 4 croisetets d'argent.                               |
| Blason de Saint-Maurice-Navacelles | Détails | Création : Didier Catarina et jean-Paul Fernon adoptée par délibération municipale en décembre 2016. |

### Fonds d'archives
- Fonds : Archives communales de Saint-Maurice-Navacelles (1643-1926) [2,65 ml].  Cote : 277 EDT. Montpellier : Archives départementales de l'Hérault (présentation en ligne).